# Schwarzkopfgirlitz
Der Schwarzkopfgirlitz (Serinus nigriceps) zählt innerhalb der Familie der Finken (Fringillidae) zur Gattung der Girlitze (Serinus).
Der Vogel ist endemisch in Äthiopien.
Der Lebensraum umfasst das Hochland von Abessinien zumeist oberhalb von 2000 m Höhe, afromontanes Grasland mit Baumheide, Frauenmantel, Riesenlobelien (Lobelia rhynchopetalum) oder Johanniskräuter oder Wolfsmilch-Art Euphorbia depauperata bewachsen, von 1800 bis 3640 m Höhe.
Der Artzusatz kommt von lateinisch niger, nigris ‚schwarz‘ und lateinisch -ceps ‚köpfig‘.

## Merkmale
Die Art ist mit 11–13 cm ein kleiner Girlitz mit dünnem spitzen Schnabel und gekerbter Schwanzspitze. Beim Männchen ist der gesamte Kopf einschließlich Nacken, Nackenseiten und Kehle rußschwarz, die Oberseite matt oliv-gelb, die Schulterfedern sind hell gelblich-grün bis leuchtend gelb, der Bürzel und die Oberschwanzdecken sind gelb oder gelblich oliv überhaucht. Der Schwanz ist schwärzlich mit schmaler gelblicher oder gelbbräunlich-weißer Berandung. Die Flügeldecken sind schwarz, die großen und mittleren Armdecken haben breite blass gelbe Spitzen, die Daumenfittiche, die Handschwingen und Flugfedern sind schwarz mit schmalen blass gelben Rändern. Die Schirmfedern haben breitere gelbbraune oder weißliche Ränder an den Spitzen. Die Unterseite ist gelblich mit etwas oliv-grün an den Flanken und Brustseiten. Die Iris ist dunkelbraun oder schwarz, der Schnabel schwarz, die Beinen sind dunkelbraun.
Beim Weibchen ist der Kopf nicht schwarz, Stirn, Zügel und Augenpartie sind grau-oliv, die Kopfkappe matt grünlich-oliv mit dunklerer Strichelung, ebenso die Oberseite mit Ausnahme des hell gelblich-grünen Bürzels. Außerdem fehlt das breite gelbe Band an den Schultern, die gelblichen Spitzen der mittleren und großen Armdecken. haben schmalere gelbliche Spitzen. Die Unterseite ist matter gelb und fein gestrichelt vom Kinn bis zu den Flanken. Der Schnabel ist dunkelbraun, die Beine schwarz. Jungvögel sehen wie Weibchen aus, sind aber matter gefärbt, der Kopf ist dunkel oliv-grau, die Strichelung insgesamt ist kräftiger, die Spitzen der mittleren und großen Armdecken sind leicht gelbbraun bis gelblich, manchmal hat der Bürzel dunkle Federspitzen.
Weibchen und Jungvögel unterscheiden sich vom Dünnschnabelgirlitz (Crithagra citrinelloides) und vom Gelbstirngirlitz (S. flavivertex) durch die rußig-braune Stirn, Kopfkappe und Zügel sowie durch das Fehlen eines gelben Überaugenstreifes, durch breitere Flügelbinden und andere Färbung der Oberseite.

## Geografische Variation
Die Art ist monotypisch.

## Stimme
Der Gesang wird als angenehme Folge musikalischer Triller in häufig wiederholten Melodien beschrieben, vorgetragen von exponierten Warten. Er erinnert an den des Stieglitz (Carduelis carduelis) aber ohne die surrenden Laute. Rufe ergeben ein lärmiges Schnattern wie „trrrr“ und „chit-chit-chit“.

## Lebensweise
Die Art ist ein Standvogel oder bei ungünstigen Wetterverhältnissen Strichvogel und kommt dann in niedrigere Höhenlagen.
Die Nahrung besteht hauptsächlich aus Pflanzensamen, die paarweise und in kleinen Trupps gesucht werden durch Klettern auch an dünnen Zweigen, Grashalmen sowie am Boden.
Die Brutzeit liegt zwischen Mai und Juni sowie zwischen August und Oktober. Die Art ist monogam und reviertreu. Das Nest ist eine dichte Schale als Gras und Wurzeln in geringer Höhe in Disteln oder Büschen, auch äußeren Ästen kleiner Bäume. Das Gelege besteht aus 2–3 bläulich-weißen, zart braun gepunkteten Eiern, die über 14 Tage ausgebrütet werden.

## Gefährdungssituation
Der Bestand gilt als „nicht gefährdet“ (least Concern).